# Temporada 1991-92 de los Miami Heat
La temporada 1991-92 fue la cuarta de los Miami Heat en la NBA. La temporada regular acabó con 38 victorias y 44 derrotas, ocupando el octavo puesto de la conferencia Este, clasificándos para los playoffs por primera vez en su corta historia, en los que cayeron en primera ronda ante los Chicago Bulls.

## Elecciones en elDraft
| Ronda | Puesto | Jugador       | Posición | Nacionalidad   | Universidad    |
| ----- | ------ | ------------- | -------- | -------------- | -------------- |
| 1     | 5      | Steve Smith   | Escolta  | Estados Unidos | Michigan State |
| 2     | 29     | George Ackles | Pívot    | Estados Unidos | UNLV           |

## Temporada regular
| División Atlántico | División Atlántico | División Atlántico | División Atlántico | División Atlántico | División Atlántico | División Atlántico | División Atlántico | División Atlántico |
| Equipo             | G                  | P                  | %                  | PD                 | Casa               | Fuera              | Div                |                    |
| ------------------ | ------------------ | ------------------ | ------------------ | ------------------ | ------------------ | ------------------ | ------------------ | ------------------ |
| y-Boston Celtics   | 51                 | 31                 | .622               | —                  | 34–7               | 17–24              | 19–9               |                    |
| x-New York Knicks  | 51                 | 31                 | .622               | —                  | 30–11              | 21–20              | 20–8               |                    |
| x-New Jersey Nets  | 40                 | 42                 | .488               | 11                 | 25–16              | 15–26              | 15–13              |                    |
| x-Miami Heat       | 38                 | 44                 | .463               | 13                 | 28–13              | 10–31              | 14–14              |                    |
| Philadelphia 76ers | 35                 | 47                 | .427               | 16                 | 23–18              | 12–29              | 15–13              |                    |
| Washington Bullets | 25                 | 57                 | .305               | 26                 | 14–27              | 11–30              | 7–21               |                    |
| Orlando Magic      | 21                 | 61                 | .256               | 30                 | 13–28              | 8–33               | 8–20               |                    |

## Playoffs

### Primera ronda
Chicago Bulls  vs. Miami Heat
| Fecha       | Partido                           | Ciudad  |
| ----------- | --------------------------------- | ------- |
| 24 de abril | Chicago Bulls 113, Miami Heat 94  | Chicago |
| 26 de abril | Chicago Bulls 120, Miami Heat 90  | Chicago |
| 29 de abril | Miami Heat 114, Chicago Bulls 119 | Miami   |
|             | Chicago Bulls gana las series 3-0 |         |

## Estadísticas

### Temporada regular
| Rk | Jugador         | Edad | P  | PT | MP   | TC  | TCI  | %TC  | T3  | T3I | %T3   | TL  | TLI | %TL  | RO  | RD  | RT   | AS  | RB  | TAP | BP  | FP  | PTS  |
| -- | --------------- | ---- | -- | -- | ---- | --- | ---- | ---- | --- | --- | ----- | --- | --- | ---- | --- | --- | ---- | --- | --- | --- | --- | --- | ---- |
| 1  | Glen Rice       | 24   | 79 | 79 | 38.1 | 8.5 | 18.1 | .469 | 2.0 | 5.0 | .391  | 3.4 | 4.0 | .836 | 1.1 | 3.9 | 5.0  | 2.3 | 1.1 | 0.4 | 1.8 | 2.2 | 22.3 |
| 2  | Grant Long      | 25   | 82 | 82 | 37.4 | 5.4 | 10.9 | .494 | 0.1 | 0.3 | .273  | 4.0 | 4.9 | .807 | 3.2 | 5.3 | 8.4  | 2.7 | 1.7 | 0.5 | 2.3 | 3.0 | 14.8 |
| 3  | Rony Seikaly    | 26   | 79 | 78 | 35.4 | 5.9 | 12.0 | .489 | 0.0 | 0.0 | .000  | 4.7 | 6.4 | .733 | 3.9 | 7.9 | 11.8 | 1.4 | 0.5 | 1.5 | 2.7 | 3.5 | 16.4 |
| 4  | Steve Smith     | 22   | 61 | 59 | 29.6 | 4.9 | 10.7 | .454 | 0.7 | 2.0 | .320  | 1.6 | 2.1 | .748 | 1.3 | 1.8 | 3.1  | 4.6 | 1.0 | 0.3 | 2.5 | 2.7 | 12.0 |
| 5  | Bimbo Coles     | 23   | 81 | 28 | 24.4 | 3.6 | 8.0  | .455 | 0.1 | 0.6 | .192  | 2.7 | 3.2 | .824 | 0.9 | 1.5 | 2.3  | 4.5 | 0.9 | 0.2 | 2.1 | 1.9 | 10.1 |
| 6  | Willie Burton   | 23   | 68 | 50 | 23.3 | 4.1 | 9.1  | .450 | 0.1 | 0.2 | .400  | 2.9 | 3.6 | .800 | 1.1 | 2.5 | 3.6  | 1.8 | 0.7 | 0.5 | 1.8 | 2.7 | 11.2 |
| 7  | Kevin Edwards   | 26   | 81 | 1  | 22.7 | 4.0 | 8.8  | .454 | 0.1 | 0.4 | .219  | 2.0 | 2.4 | .848 | 0.7 | 1.9 | 2.6  | 2.1 | 1.2 | 0.2 | 1.5 | 1.7 | 10.1 |
| 8  | Brian Shaw      | 25   | 46 | 23 | 21.5 | 3.0 | 7.6  | .398 | 0.1 | 0.3 | .313  | 0.8 | 1.1 | .725 | 0.8 | 2.1 | 2.9  | 3.5 | 1.0 | 0.3 | 1.5 | 1.9 | 7.0  |
| 9  | Sherman Douglas | 25   | 5  | 2  | 19.6 | 3.2 | 6.2  | .516 | 0.0 | 0.2 | .000  | 1.0 | 1.4 | .714 | 0.2 | 1.0 | 1.2  | 3.8 | 0.8 | 0.0 | 1.6 | 2.0 | 7.4  |
| 10 | Alec Kessler    | 25   | 77 | 4  | 15.5 | 2.1 | 5.0  | .413 | 0.0 | 0.0 |       | 1.2 | 1.5 | .817 | 1.5 | 2.6 | 4.1  | 0.4 | 0.2 | 0.4 | 0.8 | 2.4 | 5.3  |
| 11 | Keith Askins    | 24   | 59 | 4  | 14.3 | 1.4 | 3.5  | .410 | 0.4 | 1.2 | .342  | 0.4 | 0.6 | .703 | 1.1 | 1.3 | 2.4  | 0.6 | 0.7 | 0.3 | 0.8 | 1.8 | 3.7  |
| 12 | John Morton     | 24   | 21 | 0  | 10.3 | 1.6 | 3.9  | .407 | 0.1 | 0.7 | .133  | 1.1 | 1.4 | .828 | 0.1 | 0.8 | 0.9  | 1.3 | 0.6 | 0.0 | 1.1 | 1.0 | 4.4  |
| 13 | Alan Ogg        | 24   | 43 | 0  | 8.5  | 1.1 | 2.0  | .548 | 0.0 | 0.0 |       | 0.4 | 0.7 | .533 | 0.7 | 1.0 | 1.7  | 0.2 | 0.1 | 0.7 | 0.4 | 1.7 | 2.5  |
| 14 | Miloš Babić     | 23   | 9  | 0  | 3.9  | 0.7 | 1.4  | .462 | 0.0 | 0.0 |       | 0.7 | 0.9 | .750 | 0.2 | 1.0 | 1.2  | 0.7 | 0.1 | 0.0 | 0.6 | 0.0 | 2.0  |
| 15 | Jon Sundvold    | 30   | 3  | 0  | 2.7  | 0.3 | 1.0  | .333 | 0.3 | 0.3 | 1.000 | 0.0 | 0.0 |      | 0.0 | 0.0 | 0.0  | 0.7 | 0.0 | 0.0 | 0.0 | 0.7 | 1.0  |
| 16 | Winston Bennett | 26   | 2  | 0  | 1.0  | 0.5 | 1.0  | .500 | 0.0 | 0.0 |       | 0.0 | 0.0 |      | 0.5 | 0.0 | 0.5  | 0.0 | 0.0 | 0.0 | 0.0 | 0.5 | 1.0  |

### Playoffs
| Rk | Jugador       | Edad | P | PT | MP   | TC  | TCI  | %TC  | T3  | T3I | %T3   | TL  | TLI  | %TL   | RO  | RD  | RT   | AS  | RB  | TAP | BP  | FP  | PTS  |
| -- | ------------- | ---- | - | -- | ---- | --- | ---- | ---- | --- | --- | ----- | --- | ---- | ----- | --- | --- | ---- | --- | --- | --- | --- | --- | ---- |
| 1  | Grant Long    | 25   | 3 | 3  | 40.0 | 5.0 | 12.0 | .417 | 0.0 | 1.3 | .000  | 2.3 | 3.3  | .700  | 2.3 | 2.7 | 5.0  | 2.7 | 1.7 | 0.0 | 1.7 | 3.7 | 12.3 |
| 2  | Glen Rice     | 24   | 3 | 3  | 39.7 | 8.0 | 21.3 | .375 | 1.0 | 4.0 | .250  | 2.0 | 2.3  | .857  | 1.0 | 2.3 | 3.3  | 1.7 | 0.7 | 0.0 | 2.0 | 2.3 | 19.0 |
| 3  | Rony Seikaly  | 26   | 3 | 3  | 39.0 | 6.3 | 11.7 | .543 | 0.0 | 0.0 |       | 8.0 | 10.7 | .750  | 3.7 | 6.3 | 10.0 | 1.3 | 0.3 | 1.7 | 3.0 | 5.0 | 20.7 |
| 4  | Steve Smith   | 22   | 3 | 3  | 33.3 | 6.0 | 11.3 | .529 | 2.3 | 3.7 | .636  | 1.7 | 2.0  | .833  | 1.0 | 1.0 | 2.0  | 5.0 | 1.3 | 0.3 | 1.0 | 0.7 | 16.0 |
| 5  | Brian Shaw    | 25   | 3 | 3  | 28.3 | 4.7 | 10.0 | .467 | 1.0 | 1.7 | .600  | 1.7 | 2.7  | .625  | 0.7 | 3.7 | 4.3  | 4.0 | 0.7 | 0.0 | 2.3 | 4.3 | 12.0 |
| 6  | Kevin Edwards | 26   | 3 | 0  | 18.3 | 1.7 | 4.3  | .385 | 0.0 | 0.0 |       | 1.7 | 2.7  | .625  | 0.3 | 2.0 | 2.3  | 2.3 | 0.7 | 0.0 | 1.7 | 1.0 | 5.0  |
| 7  | Keith Askins  | 24   | 3 | 0  | 16.0 | 1.7 | 3.7  | .455 | 1.0 | 1.7 | .600  | 0.0 | 0.7  | .000  | 1.3 | 1.7 | 3.0  | 1.0 | 0.3 | 0.0 | 0.3 | 2.3 | 4.3  |
| 8  | Bimbo Coles   | 23   | 3 | 0  | 15.0 | 2.3 | 3.3  | .700 | 0.3 | 0.3 | 1.000 | 2.7 | 3.3  | .800  | 0.7 | 1.7 | 2.3  | 2.0 | 1.0 | 0.0 | 1.7 | 1.7 | 7.7  |
| 9  | Alec Kessler  | 25   | 2 | 0  | 6.0  | 0.0 | 1.0  | .000 | 0.0 | 0.0 |       | 1.0 | 1.0  | 1.000 | 0.0 | 0.5 | 0.5  | 0.0 | 0.0 | 0.0 | 0.5 | 0.5 | 1.0  |
| 10 | Alan Ogg      | 24   | 3 | 0  | 5.0  | 0.3 | 1.0  | .333 | 0.0 | 0.0 |       | 0.3 | 0.7  | .500  | 0.0 | 0.3 | 0.3  | 0.0 | 0.3 | 1.0 | 0.0 | 1.0 | 1.0  |
| 11 | John Morton   | 24   | 1 | 0  | 2.0  | 0.0 | 0.0  |      | 0.0 | 0.0 |       | 2.0 | 2.0  | 1.000 | 0.0 | 0.0 | 0.0  | 0.0 | 0.0 | 0.0 | 1.0 | 0.0 | 2.0  |
| 12 | Jon Sundvold  | 30   | 1 | 0  | 2.0  | 0.0 | 1.0  | .000 | 0.0 | 0.0 |       | 0.0 | 0.0  |       | 0.0 | 0.0 | 0.0  | 0.0 | 0.0 | 0.0 | 0.0 | 1.0 | 0.0  |

## Galardones y récords
| Jugador     | Galardón                            |
| Steve Smith | Mejor quinteto de rookies de la NBA |